# Zabrost
Zabrost [ˈzabrɔst] (tiếng Đức: Klein Sobrost) là một khu định cư ở khu hành chính của Gmina Budry, thuộc huyện Węgorzewski, Warmińsko-Mazurskie, ở phía bắc Ba Lan, gần biên giới với tỉnh Kaliningrad của Nga.
Trước năm 1945, khu vực này là một phần của Đức (Đông Phổ).